# Korunovace Alžběty II.
Korunovace Alžběty II. královnou Spojeného království a dalších oblastí Commonwealth realm se konala 2. června 1953 ve Westminsterském opatství v Londýně. Na trůn nastoupila ve věku 25 let po smrti svého otce, krále Jiřího VI., který zemřel 6. února 1952. Krátce poté byla Alžběta II. prohlášena za královnu svými tajnými a výkonnými radami. Korunovace se konala o více než rok později kvůli tradici, že po smrti panovníka musí před korunovací nového panovníka uplynout přiměřená doba. Také to poskytlo dostatek času na přípravu korunovačního ceremoniálu. Během bohoslužby Alžběta složila přísahu, byla pomazána svěceným olejem, byla obdařena rouchy a korunovačními klenoty a byla korunována na královnu Spojeného království, Kanady, Austrálie, Nového Zélandu, Jižní Afriky, Pákistánu a Cejlonu (nyní Srí Lanka).
Oslavy se konaly napříč zeměmi Commonwealth realms a při této příležitosti byla vydána i pamětní medaile. Byla to první britská korunovace, která byla kompletně vysílána televizí. Během korunovace jejích rodičů v roce 1937 nebyly v opatství povoleny televizní kamery. Náklady na korunovaci jsou odhadovány na 1,57 milionu liber šterlinků, což by odpovídalo 53 571 428 liber šterlinků v roce 2023.

## Přípravy

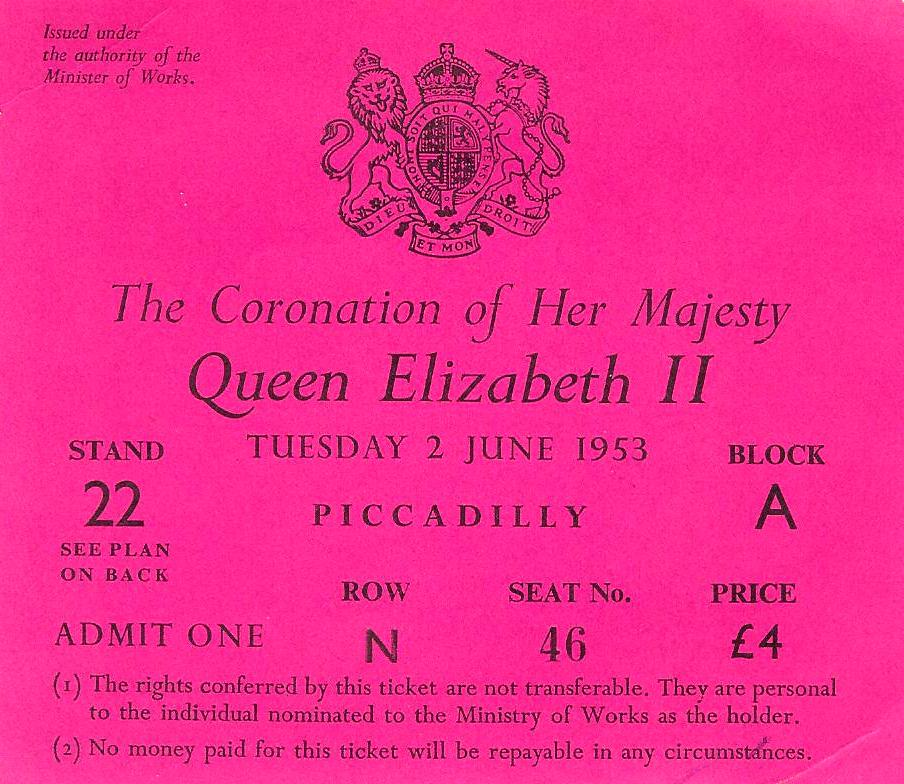
Vstupenka na tribuny postavené podél cesty průvodu do opatství přes Piccadilly Circus

Přípravy na jednodenní ceremonii trvaly čtrnáct měsíců. První schůze Korunovační komise se konala v dubnu 1952. Předsedal jí manžel královny, Philip, vévoda z Edinburghu. Byly vytvořeny i další výbory, jako Korunovační smíšený výbor a Korunovační výkonný výbor, kterým předsedal vévoda z Norfolku, který měl podle konvence jako earl marshal celkovou odpovědnost za připravovanou událost. Za mnoho fyzických příprav a výzdobu na trase průvodu odpovídal David Eccles, ministr práce. Eccles popsal svou roli i roli earl marshala: "Earl Marshal je producent, já jsem scénograf...". Architekt Hugh Casson navrhl pouliční výzdobu pro Westminster a Eric Bedford navrhl korunovační oblouky vztyčené nad Mall.
Členy výborů měli být i vysocí komisaři z jiných oblastí Commonwealthu, což by odráželo mezinárodní povahu korunovace. Úředníci z jiných oblastí Commonwealthu však svou účast odmítli, protože vlády těchto zemí považovaly obřad za náboženský a jedinečný pro Británii. Jak tehdy řekl kanadský premiér Louis Saint-Laurent: "Podle mého názoru je korunovace oficiální intronizací panovníka jako panovníka Spojeného království. Jsme rádi, že se můžeme zúčastnit a být svědky korunovace panovníka Spojeného království, ale nejsme přímými účastníky této funkce." Korunovační komise v červnu 1952 oznámila, že korunovace se uskuteční 2. června 1952.
Pozvánky na korunovaci navrhla ilustrátorka Joan Hassall. K vytvoření konečného návrhu musela použít scratchboard, protože na výrobu dřevorytiny u tak velkého a složitého návrhu nebylo dost času.

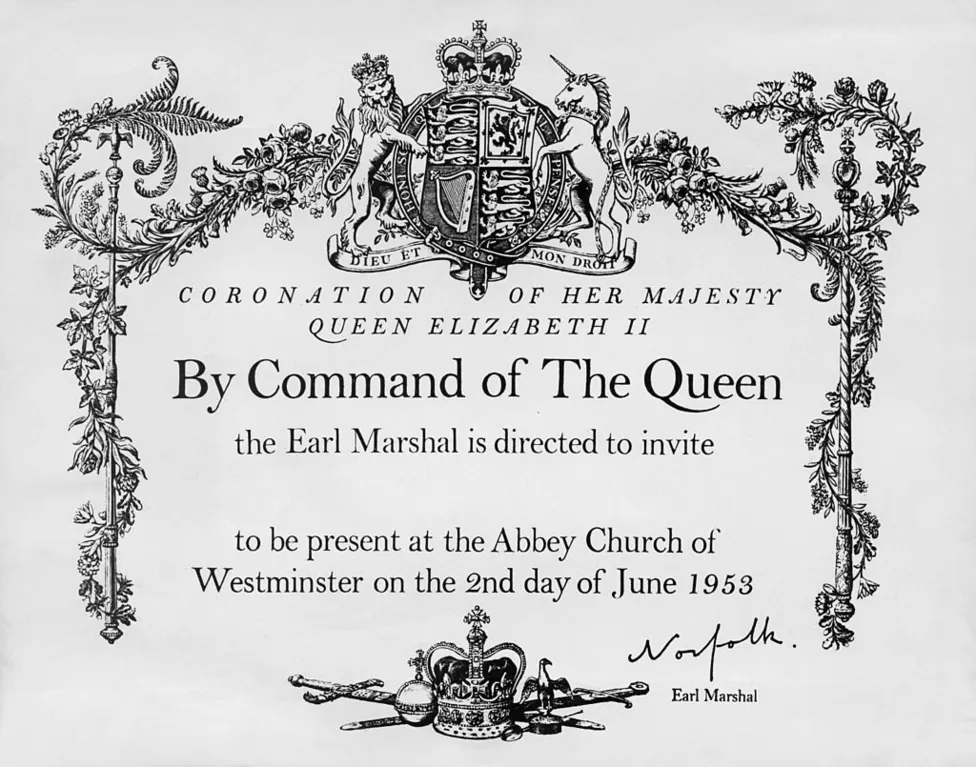
Pozvánka na korunovaci navržená Joan Hassall

Norman Hartnell byl královnou pověřen, aby navrhl oblečení pro všechny členy královské rodiny, včetně Alžbětiny korunovační róby. Vypracoval devět návrhů a konečná verze vzešla z jeho vlastního výzkumu a četných setkání s královnou. Byly vybrány bílé hedvábné šaty vyšívané květinovými emblémy tehdejších zemí Commonwealthu: tudorovská růže za Anglii, skotský bodlák, velšský pórek, trojlístek za Severní Irsko, akácie za Austrálii, javorový list za Kanadu, novozélandská stříbrná kapradina, jihoafrická protea, dva lotosové květy za Indii a Cejlon a pákistánská pšenice, bavlna a juta. Roger Vivier pro tuto příležitost vytvořil pár zlatých bot. Sandály měly podpatky pokryté drahokamy a ozdobný motiv na horních stranách, který měl připomínat "vzor fleurs-de-lis na koruně svatého Eduarda a britské imperiální koruně". Alžběta se rozhodla ozdobit se při této příležitosti korunovačním náhrdelníkem. Ten byl objednán královnou Viktorií a měly jej na sobě královny Alexandra, Marie a Elizabeth při svých korunovacích. K němu Alžběta II. zvolila korunovační náušnice.
Alžběta nacvičovala se svými družičkami. Místo sametové vlečky používaly prostěradlo a místo kočáru měly poskládané židle. Imperiální státní korunu nosila Alžběta při svých každodenních povinnostech, při práci u svého stolu, při čaji i při čtení novin, aby si zvykla na pocit mít ji na hlavě a také na její váhu. Dne 22. a 29. května 1952 se Alžběta zúčastnila dvou plných generálek ve Westminsterském opatství. Některé zdroje uvádí pouze jednu nebo naopak "několik" zkoušek s její účastí. Královnu na zkouškách obvykle zastupovala vévodkyně z Norfolku. V rámci příprav na korunovaci bylo Westminsterské opatství pro veřejnost na pět měsíců uzavřeno.
Alžbětina babička královna Marie zemřela 24. března 1953. Ve své závěti uvedla, že její smrt by neměla ovlivnit korunovaci a tak událost proběhla podle původního plánu. Podle odhadů celá korunovace stála 1,57 milionu liber. Tyto náklady zahrnovaly stavbu tribun podél cesty procesí pro 96 000 lidí, toalety, pouliční výzdobu, oblečení, pronájem aut, opravy kočáru a úpravy královniných regálií.

## Korunovace

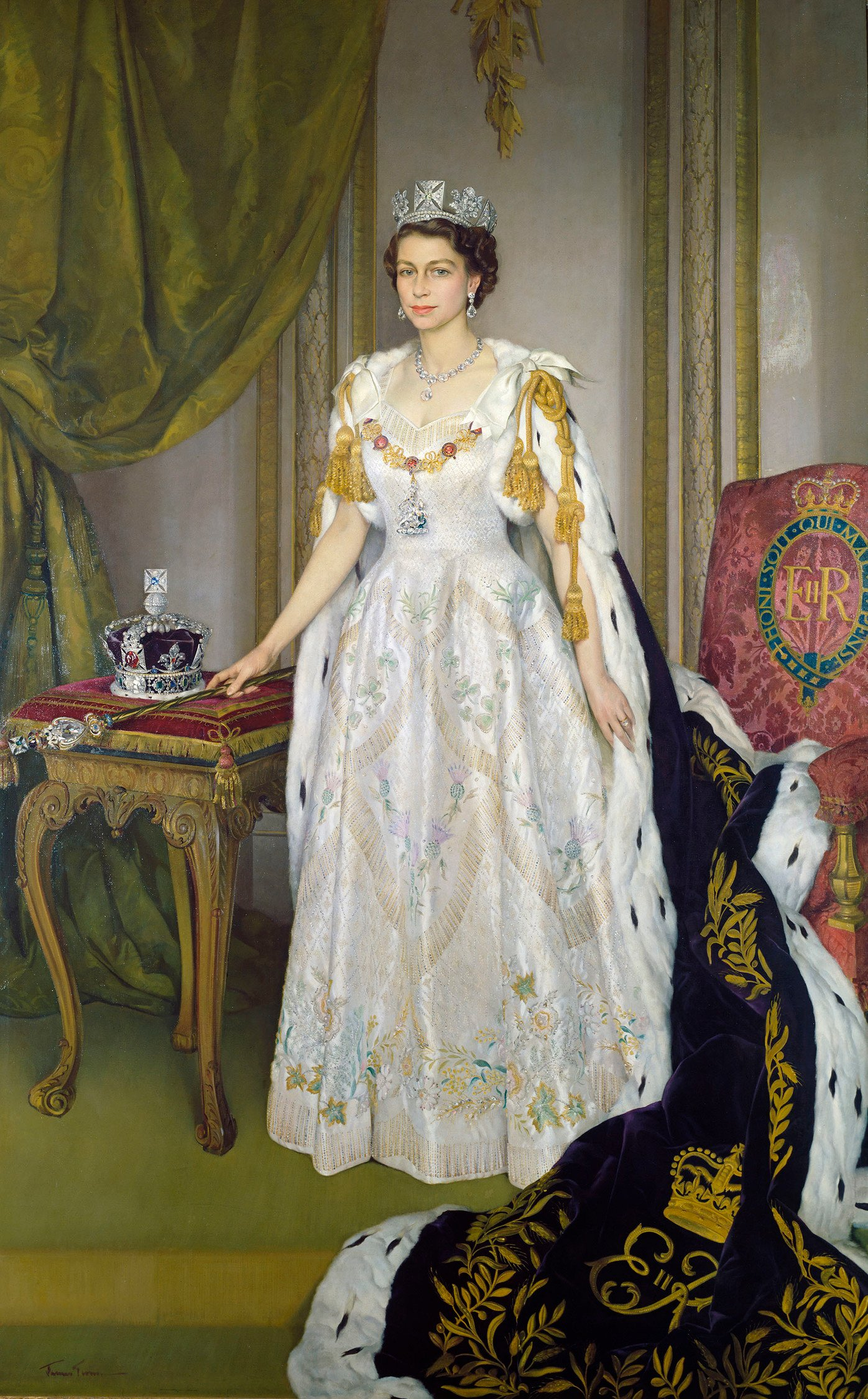
Státní portrét královny Alžběty II. od sira Herberta Jamese Gunna, vytvořený na památku její korunovace

Korunovační obřad Alžběty II. se podobal korunovačním obřadů králů a královen, kteří vládli před ní. Konal se ve Westminsterském opatství a přítomni byli jak zástupci šlechty, tak duchovní. Několik částí obřadu se však od minulosti výrazně odlišovalo.

### Televize
Korunovační obřad sledovalo v Británii více než 27 milionů lidí. Událost živě vysílala BBC Television Service. Mnozí lidé se speciálně kvůli této události koupili či pronajali televizory. Počet držitelů licence se zdvojnásobil z přibližně jednoho a půl milionu na tři miliony. Korunovace Alžběty II. byla první korunovací britského panovníka, která byla v plném rozsahu vysílána. V době korunovace rodičů Alžběty II. v roce 1937 nebyly kamery uvnitř Westminsterského opatství povoleny a byl natáčen pouze venkovní průvod. V rámci britského vládního kabinetu proběhla diskuze ohledně vysílání obřadu televizí. Proti byl například britský předseda vlády Winston Churchill. Alžběta však jeho radu v této věci odmítla a trvala na tom, aby se událost konala před televizními kamerami. A také byla dovolena účast lidem, kteří natáčeli experimentální 3D technologií. Experiment barevné televize, oddělený od černobílého televizního vysílání BBC, byla přenášena dětem v nemocnici Great Ormond Street Hospital, kde korunovaci sledovalo přibližně sedmnáct lidí. Každý z nich měl malou obrazovku.
V Evropě se díky novým přenosovým linkám jednalo o první přímý přenos události, která se konala ve Spojeném království. Korunovace byla vysílána ve Francii, Belgii, Západním Německu, Dánsku a Nizozemsku. Stalo se tak rok před vznikem evropské televizní telekomunikační sítě Eurovision.
Aby bylo zajištěno, že Kanaďané uvidí ceremoniál ve stejný den, byla provedena operace Pony Express, kdy RAF Canberry přeletěly během obřadu přes Atlantský oceán, aby doručily filmové záznamy BBC. Tyto záznamy následně odvysílala Canadian Broadcasting Corporation (CBC). Jednalo se o první lety bez mezipřistání mezi Spojeným královstvím a pevninskou Kanadou. V Goose Bay na Labradoru byla první várka filmu přeložena do proudového stíhacího letounu CF-100 Kanadského královského letectva, který jej dopravil do Montréalu. Následujícího dne byl film letecky dopraven na západ do Vancouveru, kde ji odvysílala stanice CBUT-DT. Film byl eskortován Královskou kanadskou jízdní policií na hraniční přechod Peace Arch, poté byl eskortován Washingtonskou státní hlídkou do Bellinghamu, kde byl odvysílán KVOS-TV, novou televizní stanicí, jejíž signál dosáhl i do Lower Mainlandu v Britské Kolumbie.
Americké stanice NBC a CBS udělaly podobná opatření, aby se filmy vysílaly na území USA v den korunovace. K jejich dopravě však použily pomalejší vrtulová letadla. NBC původně plánovala přenášet událost živě prostřednictvím skywave přímo z BBC. Nicméně stanice nebyla schopná vytvořit kvalitní videospojení v den korunovace kvůli špatným atmosférickým podmínkám.
Ačkoliv v zemi ještě neexistovalo plné televizní vysílání, byl film odeslán i do Austrálie, a to na palubě dopravního letadla Qantas, které přiletělo do Sydney v rekordním čase 53 hodin 28 minut. Celosvětově je počet lidí, kteří sledovali korunovaci v televizi, odhadován na 277 milionů. Navíc 11 milionů lidí ve Spojeném království poslouchalo vysílání v rádiu.

### Procesí
V procesí šli členové cizích královských rodin a hlavy cizích států. Ti jeli do Westminsterského paláce v různých kočárech. Těch bylo potřeba tolik, že byli potřeba dobrovolníci od bohatých obchodníků po venkovské statkáře, aby doplnili nedostatečné počty pravidelných lokajů. První královský kočár opustil Buckinghamský palác a přesunul se po Mall, které bylo plné mávajících a jásajících diváků. Následoval irský státní kočár, ve kterém jela královna matka Elizabeth. Ta měla na hlavě korunku s Koh-i-Noorem. Královna Alžběta II. jela Londýnem od Buckinghamského paláce, přes Trafalgarské náměstí směrem k opatství ve zlatém státním kočáru taženém šesti grošovanými valachy. Zaměstnanci královských stájí umístili pod sedátka láhev s horkou vodou, aby zůstala královna s vévodou z Edinburghu v teple. Královna měla ke svým korunovačním šatům na ramenou připevněnou Robe of State, 5,5 metrů dlouhý, ručně tkaný hedvábný sametový plášť lemovaný kanadským hranostajem, který vyžadoval, aby královně pomáhaly s jeho nesením její čestné služebnice. Byly jimi Lady Jane Vane-Tempest-Stewart, Lady Anne Coke, Lady Moyra Hamilton, Lady Mary Baillie-Hamilton, Lady Jane Heathcote-Drummond-Willoughby, Lady Rosemary Spencer-Churchill a vévodkyně z Devonshire.

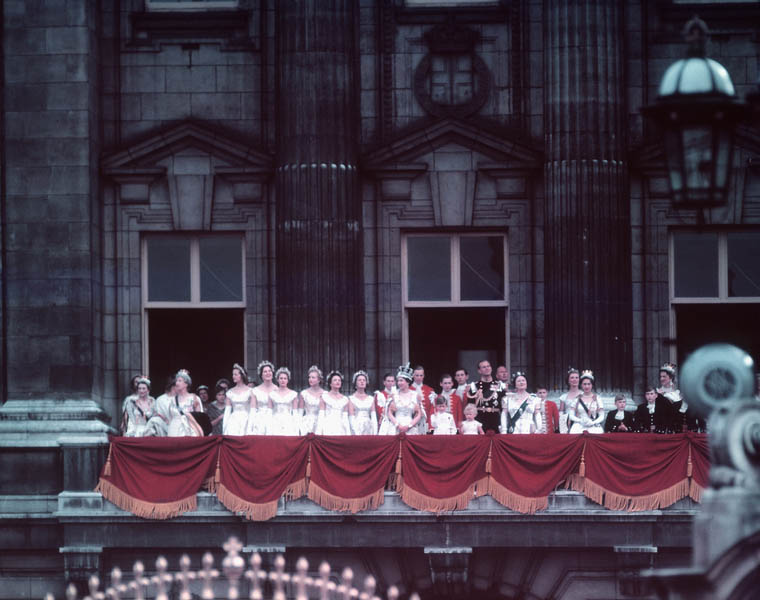
Královská rodina na balkonu Buckinghamského paláce po královnině korunovaci

Zpáteční průvod absolvoval trasu dlouhou 7,2 km. Procházel podél Whitehall, přes Trafalgarské náměstí, podél Pall Mall a Piccadilly do Hyde Park Corner, přes Mramorový oblouk a Oxford Circus, dolů Regent Street a Haymarket a nakonec podél Mall k Buckinghamskému paláci. V průvodu pochodovalo 29 000 příslušníků ozbrojených sil z Británie i dalších zemí Commonwealthu. Délka průvodu byla 3,2 km a každý bod celý průvod minul za 45 minut. Dalších 15 800 příslušníků ozbrojených sil lemovalo cestu průvodu. Přehlídku vedl plukovník Burrows z War Office a čtyři plukovní kapely. Pak následovaly koloniální kontingenty, poté jednotky z oblastí Commonwealth realm, následované královským letectvem, britskou armádou, královským námořnictvem a nakonec Household Brigade. Za pochodujícími jednotkami následoval průvod kočárů vpředu s vládci britských protektorátů, včetně královny Tongy Sālote Tupou III., ministerských předsedů zemí Commonwealthu, princů a princezen a také kočár s královnou matkou. Zlatému státnímu kočáru předcházeli hlavy britských ozbrojených sil jedoucích na koních. Samotný kočár doprovázeli gardisté a kavalérie a následovali ho královniny pobočníci. Do průvodu bylo zapotřebí takové množství kočárů, že některé musely být zapůjčeny od filmového studia Elstree Studios. Po skončení průvodu se královská rodina objevila na balkóně Buckinghamského paláce, aby sledovala přelet letadel. 168 proudových stíhaček letělo ve výšce 1500 stop ve třech divizích s odstupem třiceti sekund.

### Hosté
Poté, co bylo Westminsterské opatství kvůli přípravám na korunovaci uzavřeno, bylo v 6 hodin ráno v den korunovace otevřeno přibližně 8 000 pozvaných hostů. Tito hosté byli zástupci různých národů Commonwealthu. Významnější hosté, jako členové královniny rodiny a zahraničních královských rodin, hlavy cizích států, členové parlamentů a podobně, dorazili do opatství v půl 9. Generál Geroge Marshall, bývalý ministr zahraničních věcí Spojených států a autor Marshallova plánu, byl předsedou americké delegace na korunovaci a zúčastnil se jí se svojí manželkou Katherine.

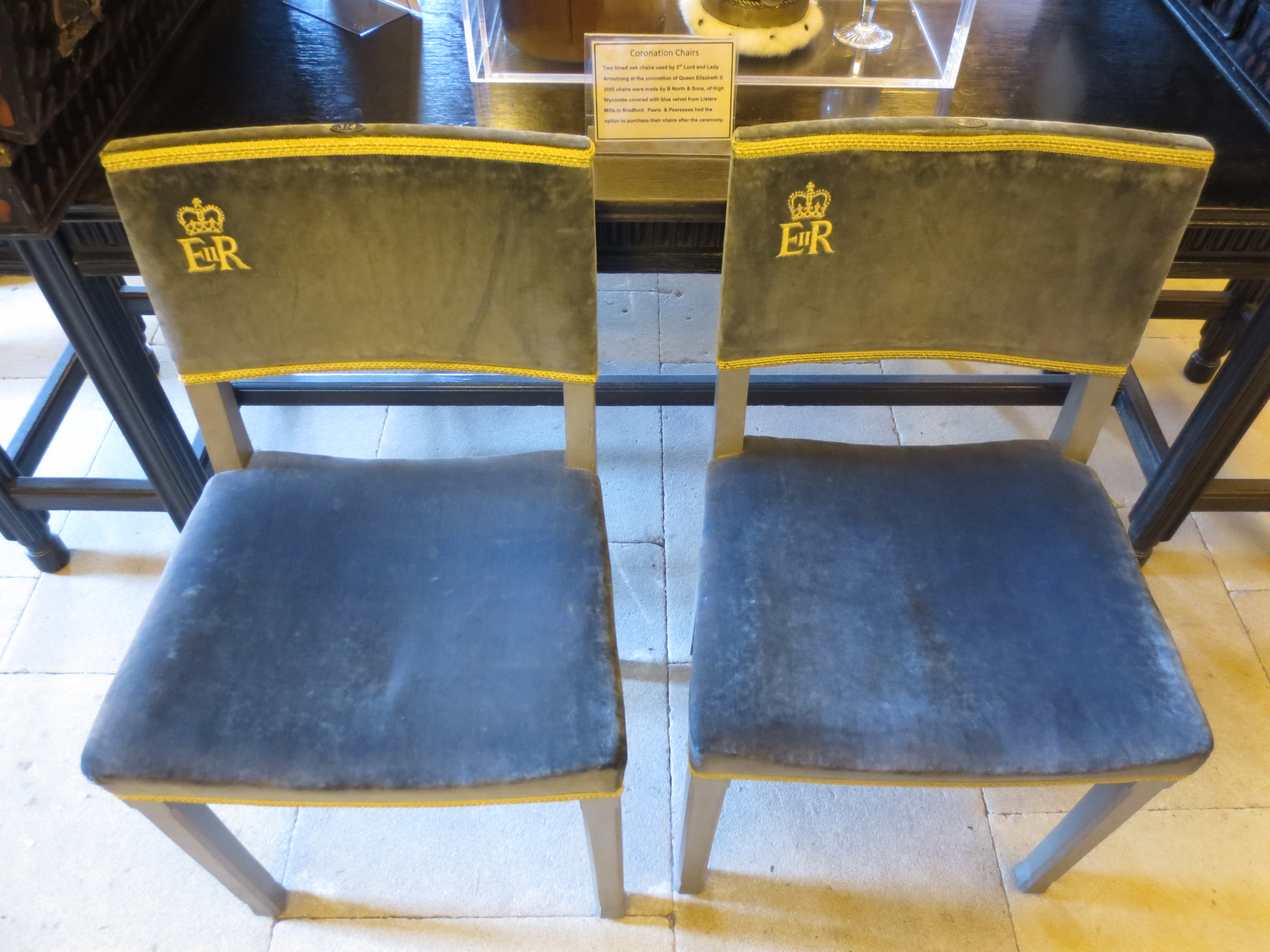
Stoličky, na nichž seděli hosté během korunovace

Mezi dalšími hodnostáři, kteří se akce zúčastnili, byli Sir Winston Churchill, premiér Barmy U Nu, premiér Indie Džaváharlál Néhrú, premiér Pákistánu Mohammad Ali Bogra a Anastasio Somoza Debayle z Nikaraguy. Během ceremoniálu bylo zastoupeno 129 národů a území. Tito hosté byli pozváni i na dva bankety pořádané královnou v Buckinghamském paláci.
Královna později prozradila, že si někteří peerové schovali pod korunky sendviče, aby neměli během tříhodinového obřadu hlad. Hosté sedící na stoličkách si je po obřadu mohli zakoupit, přičemž výtěžek šel na náklady korunovace.

### Ceremoniál

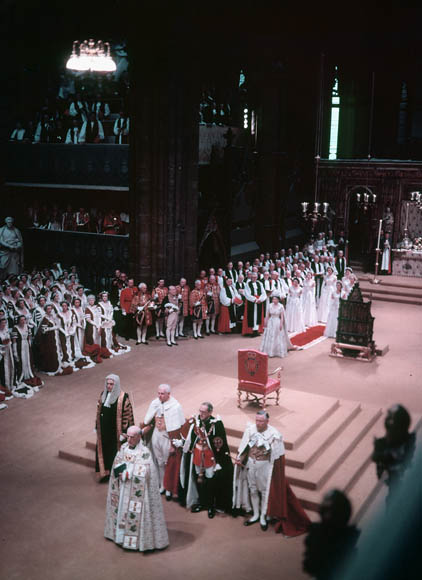
Alžběta II. během své korunovace ve Westminsterském opatství

Před královnou byly do Westminsterského opatství neseny korunovační klenoty. Druhý meč nesl Earl of Home Alec Douglas-Home, curtanu nesl vévoda z Northumberlandu Hugh Percy, třetí meč nesl vévoda z Buccleuchu a Queensbury Walter Montagu Douglas Scott a korunu svatého Eduarda nesl Lord High Steward of England, lord Andrew Cunningham, kterého doprovázeli další dva peerové. Arcibiskupové a jejich biskupští asistenti anglikánské církve odění do pluviálů s mitrami na hlavách čekali na příjezd královny před velkými západními dveřmi. Královna do opatství dorazilo kolem 11:00. Tření mezi kobercem a její róbou jí však způsobovalo značné potíže při chůzi. Jakmile se jí podařilo rozejít za pomoci arcibiskupa z Canterbury Geoffreye Fishera, se účastníci průvodu, včetně vysokých komisařů ze zemí Commonwealthu nesoucí prapory a erby svých národů, přesunuli dovnitř opatství. Postupovali středovou uličkou a chórem na jeviště, za sborového zpěvu I was glad, což je imperiální úprava žalmu 122. Autorem skladby je sir Hubert Parry. Když se Alžběta pomodlila a posadila se na křeslo jižně od oltáře, biskupové přinesli bibli, patenu a kalich. Peerové nesoucí korunovační klenoty je předali arcibiskupovi z Canterbury, který je obratem předal westminsterskému děkanovi Alanu Donovi, aby je položil na oltář.

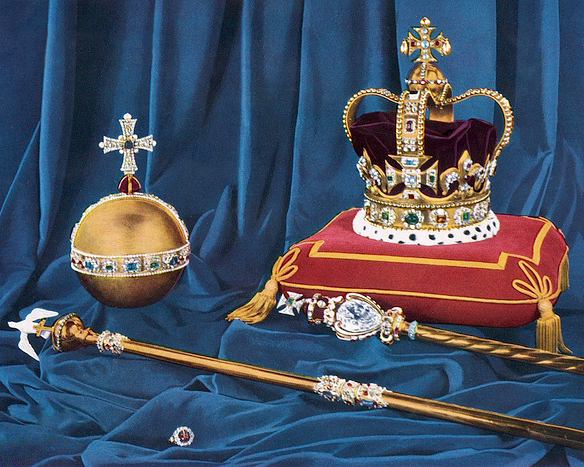
Britské korunovační klenoty

Poté se královna postavila před trůn krále Eduarda a poté se otočila. Následoval ji arcibiskup z Canterbury, spolu s lordem kancléřem Gavinem Simondsem, s Lord Great Chaberlain of England markýzem z Cholmondeley, s Lord High Constable of England vikomtem Alanbrookem a s Earl Marshal of Englad, vévodou z Norfolku. Všichni byli vedeni Garter Principal King of Arms Georgem Bellewem. Arcibiskup z Canterbury oznámil přihlížejícím: "Pánové, představuji vám královnu Alžbětu, vaši nepochybnou královnu: proto jste sem dnes všichni přišli, abyste se ji poklonili a sloužili ji. Jste ochotní to udělat?" Dav odpověděl: "Bůh ochraňuj královnu Alžbětu" pokaždé, co se královna davu uklonila.
Alžběta, která se znovu usadila na trůn, složila korunovační přísahu. V dlouhé přísaze královna složila slib, že bude vládnout každé ze svých zemí podle jejich příslušných zákonů a zvyklostí, že bude naplňovat právo a spravedlnost s milosrdenstvím, že bude podporovat protestantismus ve Spojeném království a chránit anglikánskou církev s jejími biskupy a duchovenstvem. Poté přistoupila k oltáři, kde prohlásila: "Věci, které jsem zde slíbila, splním a dodržím. Pomáhej mi k tomu Bůh." Poté políbila bibli a přiložila k ní královskou pečeť. Poté byla bible vrácena westminsterskému děkanovi. Moderátor generálního shromáždění skotské církve James Pitt-Watson od něj převzal bibli a znovu ji předložil Alžbětě se slovy: "Naše milostivá královno: Aby Vaše Veličenstvo stále pamatovalo na zákon a Boží evangelium jako pravidla pro celý život a vládu křesťanských princů, předkládáme vám tuto Knihu, to nejcennější, co tento svět nabízí. Zde je moudrost. Toto je královský zákon. Toto jsou živí věštci Boží." Poté ji královna vrátila Pitt-Watsonovi, který ji předal westminsterskému děkanovi.
Poté se konala bohoslužba s přijímáním, která zahrnovala modlitby jak duchovenstva, tak Alžběty, přičemž Fisher žádal: "Ó Bože... Dej této své služebnici Alžbětě, naší královně, ducha moudrosti a vlády, aby ti byla oddána celým svým srdcem, ať vládne tak moudře, aby v její době byla církev v bezpečí a křesťanská zbožnost mohla pokračovat v pokoji". Poté přečetl několik úryvků z Prvního listu Petrova, žalmů a evangelia podle Matouše. Poté byla Alžběta pomazána za sborového zpěvu Zadok the Priest. Královniny šperky a karmínový plášť byly sundány hrabětem z Ancasteru a paní rób, vévodkyní z Devonshire. Královna zůstala v jednoduchých, bílých lněných šatech, které rovněž navrhl Hartnell tak, aby kompletně překryly korunovační róbu. Královna se opět posadila na trůn krále Eduarda. Tam ji Fisher s pomocí westminsterského děkana udělal na čelo, ruce a prsa kříž. Zlatý baldachýn nesený na tyčích, které drželi čtyři rytíři Podvazkového řádu ji chránil a na její žádost nebyl obřad pomazání vysílán v televizi.
Z oltáře vzal westminsterský děkan ostruhy, které předal Lord Great Chamberlain. Ostruhy byly předloženy Alžbětě, a poté opět vráceny na oltář. Poté byl Alžbětě předán státní meč, která jej po Fisherově modlitbě, sama položila na oltář a peer, který jej předtím držel, si jej po zaplacení částky 100 šilinků vzal zpět. Alžběta pak obdržela armily, stole royal, robe royal a panovníkovo jablko. Poté následoval panovníkův prsten, panovníkovo žezlo s křížem a panovníkovo žezlo s holubicí. Poté byla královna arcibiskupem z Canterbury korunována. Dav přitom skandoval: "Bůh ochraňuj královnu". A to přesně třikrát, pokaždé, když se koruna svatého Eduarda dotkla královniny hlavy. Shromáždění členové královských rodin a peerové si nasadili korunky a z londýnského Toweru byla vypálena salva z 21 děl.
S přečteným požehnáním se Alžběta přesunula z trůnu a arcibiskup z Canterbury a všichni biskupové ji nabídli svoji věrnost. Poté za sborového zpěvu, peerové Spojené království, v čele s královskými peery, Alžbětiným manželem, jejím strýcem vévodou z Gloucesteru, a jejím bratrancem, vévodou z Kentu, ji každý v pořadí dle svého postavení vzdal osobní poctu a slíbil věrnost. Po královských peerech, nabídlo pět peerů svou věrnost jako zástupci všech šlechtických rodů Spojeného království. Za vévody a vévodkyně to byl vévoda z Norfolku, za markýzy to byl markýz z Huntly, za hrabata a hraběnky to byl hrabě ze Shrewsbury, za vikomty a vikomtesy to byl vikomt z Arbuthnottu a za barony a baronky lord Mowbray. Když poslední baron dokončil tento úkol, shromáždění zvolalo: "Bůh ochraňuj královnu Alžbětu. Ať žije královna Alžběta. Nechť královna žije navěky." Když Alžběta ze sebe sundala všechny královské klenoty, poklekla a přijala přijímání, včetně svátosti smíření a rozhřešení, a společně se shromážděním přednesla otčenáš.
Nyní měla na hlavě britskou imperiální korunu a držela v ruce žezlo s křížem a jablko. Shromáždění hosté zpívali God Save the Queen. Alžběta poté opustila Westminsterské opatství přes hlavní chrámovou loď a apsidu, a vyšla velkými západními dveřmi.

### Hudba
Ačkoliv mnozí předpokládali, že hudebním ředitelem korunovace bude mistr královniny hudby, sir Arnold Bax, ve skutečnosti byl do této role jmenován varhaník a mistr sboristů v opatství William McKie, který byl stejným úkolem pověřen již na královnině svatbě v roce 1947. McKie svolal poradní výbor se sirem Arnoldem Baxem a sirem Ernestem Bullockem, kteří režírovali hudbu při předchozí korunovaci.
Když došlo na výběr hudby, tradice vyžadovala, aby byly mezi hymny zařazeny Händelův Zadok the Priest a Parryho I was glad. Mezi další sborová díla patřila anonymní hymna ze 16. století Rejoice in the Lord alway a skladba Thou wilt keep him in perfect peace od Samuela Sebastiana Wesleye. Další tradicí bylo, že nová díla byla objednána od předních soudobých skladatelů. Ralph Vaughan Williams složil nové moteto O Taste and See, William Walton složil Te Deum a kanadský skladatel Healey Willan napsal hymnu O Lord our Governor. Naplánovány byly také čtyři nové orchestrální skladby. Arthur Bliss složil Processional, William Walton složil Orb and Sceptre a Arnold Bax Coronation March. Benjamin Britten souhlasil, že složí také jednu skladbu, ale dostal chřipku a pak se musel vypořádat se záplavami v Aldeburghu. Bezprostředně před Baxovým pochodem na konci ceremonie byl hrán Circumstance March No. 1 v D od Edwarda Elgara. Novinkou, kterou navrhl Vaughan Williams, bylo zahrnutí hymny, které se mohla účastnit kongregace. To se ukázalo jako sporné a do programu to nebylo přidáno do doby, než to bylo konzultováno s Alžbětou, která s návrhem souhlasila. Vaughan Williams napsal propracovanou úpravu tradičního metrického žalmu The Old Hundredth, který zahrnoval fanfáry na vojenské trubky a zpíval se před přijímáním. Gordon Jacob napsal sborovou úpravu God Save the Queen, která rovněž zahrnovala fanfáry na trubku.
Korunovační sbor byl kombinací sboru Westminsterského opatství, katedrály svatého Pavla, královské kaple a kaple svatého Jiří ve Windsoru. Kromě těchto zavedených pěveckých sborů provedla Royal School of Church Music konkurzy na dvacet chlapeckých hlasů z farních církevních sborů zastupujících různé regiony Spojeného království. Vybraní chlapci strávili měsíc před korunovací nácvikem v Addingtonském paláci. Orchestr čítající šedesát hudebníků byl vybrán z předních členů britských symfonických orchestrů a komorních souborů. Každý z osmnácti houslistů v čele s Paulem Beardem byl tahounem velkého orchestru nebo komorní skupiny. Dirigentem byl sir Adrian Boult, který orchestr řídil i při předchozí korunovaci.

## Oslavy, památníky a média

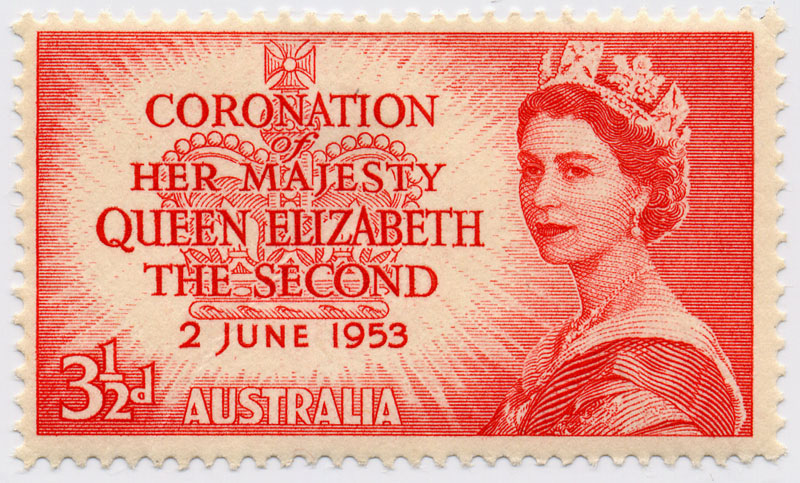
Australská poštovní známka vydaná při příležitosti korunovace Alžběty II.

Večer 2. června 1953 vystoupila královna v živém rozhlasovém vysílání, aby poděkovala veřejnosti. V celém království i ostatních zemích Commonwealthu i dalších zemích se konaly oslavy korunovace. Britská vláda vyhlásila zvláštní svátek, který připadl na 3. června a přesunula poslední květnový svátek na 2. června, aby tak umožnila delší dobu oslav.
Během této příležitosti byla také tisícům příjemců udělena korunovační medaile královny Alžběty II. Navíc v Kanadě, na Novém Zélandu, v Jižní Africe a ve Spojeném království byly vydány pamětní mince. Tři miliony bronzových korunovačních medailonů byly objednány kanadskou vládou a vyraženy v Královské kanadské mincovně a distribuovány školákům po celé zemi. Na přední straně byla vyobrazena Alžběta II. Na zadní straně pak královský monogram a nad slovem CANADA nápis ELIZABETH II REGINA CORONATA MCMLIII.
Stejně jako při korunovaci Jiřího VI. byly žaludy shozené duby ve Windsor Great Parku ležícím nedaleko Windsorského hradu, přepraveny do zemí Commonwealthu a vysazeny v parcích, na školních pozemcích, na hřbitovech a v soukromých zahradách, aby vyrostly v to, pro co se vžilo označení Royal Oaks nebo Coronation Oaks.

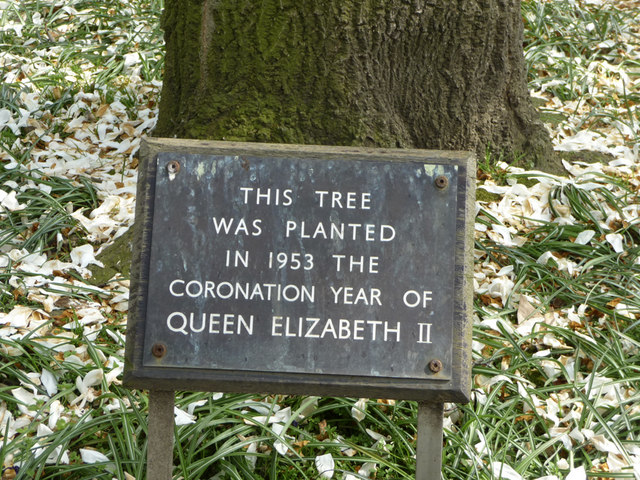
Plaketa u stromu ve Spojeném království, uvádějící, že byl strom zasazen na památku korunovace královny Alžběty II.

V Londýně královna uspořádala korunovační oběd, pro který byl vymyšlen recept, korunovační kuře. Na Victoria Emgankment byl uspořádán ohňostroj. Dále se po celém Spojeném království pořádaly pouliční večírky. V květnu se v Hampden Parku v Glasgow konal fotbalový turnaj Korunovační pohár a dva týdny před korunovací se dětský literární časopis Collins Magazine přejmenoval na The Young Elizabethan.
V den Alžbětiny korunovace dorazila do Spojeného království informace, že Edmund Hillary a Tenzing Norgay dosáhli vrcholu Mount Everestu. Novozélandská, americká a britská média to nazvala "korunovačním darem pro novou královnu". V následujících měsících po korunovaci se nad řekou Temží konala slavnost jako korunovační pocta královně.
V Kanadě byly konány vojenské koncerty, dostihy, přehlídky a ohňostroje. Generální guvernér, Vincent Massey, vyhlásil tento den státním svátkem a předsedal oslavám na Parliament Hill v Ottawě, kdy byl vysílán i korunovační projev královny a na Peace Tower vlála její osobní královská standarta. Později se na Parliament Hill konal veřejný koncert a generální guvernér uspořádal ples v Rideau Hall. V Newfoundlandu bylo dětem rozdáno 90 tisíc krabic se sladkostmi. Kanadští vojáci nasazení v korejské válce oslavili tento den tím, že na nepřítele stříleli modré, červené a bílé kouřové granáty a dostali i příděl rumu.
Jedním z nejpopulárnějších filmů v britských kinech v roce 1953 byl dokumentární film o korunovaci Alžběty II., A Queen Is Crowned, namluvený Laurencem Olivierem. Byl nominován na Oscara za nejlepší celovečerní dokumentární film a byl prvním vítězem Zlatého glóbus za nejlepší dokument.

## Pozdější události

### Korunovační přehlídka loďstva

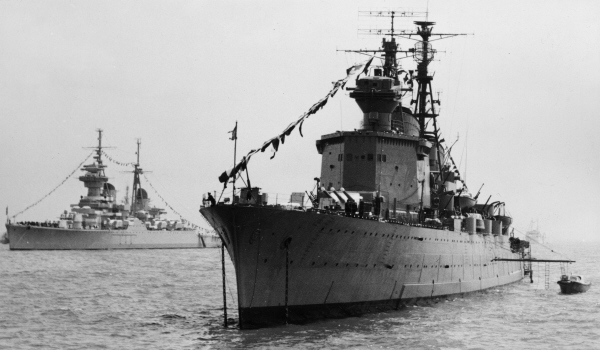
Švédská (vpravo) a sovětská (vlevo) loď, které se zúčastnily přehlídky, Spithead, 1953

Dne 15. června 1953 se královna zúčastnila přehlídky loďstva ve Spitheadu u pobřeží v Portsmouthu. Přehlídce velel admirál sir George Creasy. Zúčastnilo se jí 197 válečných lodí Královského námořnictva, spolu s 13 loděmi zemí Commonwealthu a 16 loděmi patřícími cizím námořnictvům. Účastnily se jí i reprezentativní plavidla Britského obchodního námořnictva a rybářské flotily. Bylo tak přítomno více britských námořních lodí a lodí Commonwealthu než při korunovační přehlídce v roce 1937, ačkoliv třetina z nich byly fregaty nebo menší plavidla. Mezi hlavní jednotky královského námořnictva patřila nejnovější bitevní loď HMS Vanguard a tři lehké letadlové lodě. Australské královské námořnictvo a Kanadské královské námořnictvo také na přehlídku vyslaly lehké letadlové lodě HMAS Sydney a HMCS Magnificent.
Pomocí fregaty HMS Surprise jako královské jachty, královna s dalšími členy královské rodiny, započala v 15:30 s prohlídkou linie kotvících lodí. Nakonec HMS Surprise zakotvila v 17:10. Následoval průlet letounů Fleet Air Arm. Přeletu se zúčastnilo čtyřicet námořních leteckých perutí, přičemž 327 letadel létalo ze čtyř námořních leteckých základen. Formaci vedl kontradmirál Walter Couchman létající na de Havilland Sea Vampire. Den skončil osvětlením flotily a ohňostrojem.

### Skotské korunovační klenoty
Během týdenní návštěvy Skotska se 24. června 1953 královna zúčastnila národní bohoslužby díkuvzdání v katedrále svatého Jiljí v Edinburghu, během níž jí byly slavnostně předloženy skotské korunovační klenoty. Po průvodu kočárů městem za doprovodu Royal Company of Archers následovala bohoslužba, vedená moderátorem generálního shromáždění skotské církve Jamesem Pitt-Watsonem, která byla navštívena kongregací 1700 vybraných lidí ze všech částí skotské společnosti. Vrcholem akce bylo předání skotských korunovačních klenotů královně Alžbětě II. Ta následně předala skotskou korunu vévodovi z Hamiltonu, státní meč Earl of Home a žezlo hraběti z Crawfordu a Balcarres. Bylo to od roku 1822 poprvé, kdy se tento ceremoniál konal. V roce 1822 se konal během návštěvy krále Jiřího IV.
Královna byla oblečena do "denních šatů" doplněných kabelkou nežli do slavnostních šatů, což skotský tisk považoval za ponížení skotské důstojnosti. Rozhodnutí, aby se královna neoblékla formálně učinili osobní tajemník panovnice Alan Lascelles a vysoký státní úředník ministerstva vnitra Austin Strutt, aby se vyhnuli interpretaci bohoslužby jako korunovace (Skotské království přestalo existovat na základě Zákonů o unii z roku 1707). V oficiálním obrazu ceremoniálu od Stanleyho Cursitera byla urážlivá kabelka taktně vynechána.

### Korunovační přehlídka Royal Air Force
Dne 15. července 1953 se královna zúčastnila přehlídky Royal Air Force na RAF Odiham v Hampshire. První částí revize byl pochod kontingentů zastupujících různá velení RAF, v čele s Bomber Command. Toto bylo následováno čtyřmi de Havilland Venom z Central Fighter Establishment, kteří vytvořili ve vzduchu královnin monogram. Po obědě si královna prohlédla řady asi 300 letadel, které byly uspořádány do statického obrazce. Poté následoval přelet 640 britských letadel a letadel zemí Commonwealthu. Průlet vedl vrtulník Bristol Sycamore. Posledním letounem byl prototyp Supermarine Swift pilotovaný zkušebním pilotem Mikem Lithgowem. Nakonec de Havilland Venom vykroužili na obloze slovo "vivat".